# Daunorrubicina
La daunorrubicina o daunomicina (daunomicina cerubidina) es un fármaco quimioterapéutico de la familia de las antraciclinas que se emplea para tratar  determinados tipos de cáncer, más concretamente algunos tipos específicos de leucemia, como la leucemia mieloide aguda y la leucemia linfoide aguda. 
Este compuesto se aisló por vez primera de Streptomyces peucetius.
Son antitumorales derivados de los antibióticos tetraciclinas (diana ribosomas bacterianos), que se van a unir exclusivamente al ADN, al menos por dos zonas, estabilizando el complejo ternario con una topoisomerasa crucial para la replicación y mitosis.
En los Estados Unidos se comercializa una formulación liposomal bajo el nombre de DaunoXome.
- Datos: Q411659
- Multimedia: Daunorubicin / Q411659